# Fita Bayisa
Fita Bayisa (ur. 15 grudnia 1972 w Ambo) – etiopski lekkoatleta, długodystansowiec. Medalista igrzysk olimpijskich z Barcelony oraz olimpijczyk z Atlanty i Sydney, medalista mistrzostw świata.

## Sukcesy
- 2 medale (brąz indywidualnie oraz srebro w drużynie) w biegu juniorskim podczas mistrzostw świata w biegach przełajowych (Aix-les-Bains 1990)
- złoty medal Mistrzostw Świata Juniorów w Lekkoatletyce (bieg na 5000 metrów Płowdiw 1990)
- 2 medale (brąz indywidualnie oraz srebro w drużynie) w biegu juniorskim podczas Mistrzostw świata w biegach przełajowych (Antwerpia 1991)
- srebrny medal na Mistrzostwach Świata w Lekkoatletyce (Bieg na 5000 m Tokio 1991)
- złoto Igrzysk afrykańskich (bieg na 5000 m Kair 1991)
- brązowy medal (indywidualnie) w biegu długim seniorów na Mistrzostwach świata w biegach przełajowych (Boston 1992)
- brąz igrzysk olimpijskich (bieg na 5000 m Barcelona 1992)
- 1. miejsce w Pucharze świata (bieg na 5000 m Hawana 1992)
- srebrny medal w drużynie w biegu długim na Mistrzostwach świata w biegach przełajowych (Amorebieta-Etxano 1993)
- brąz Mistrzostw Świata w Lekkoatletyce (bieg na 5000 m Stuttgart 1993)
- srebrny medal Mistrzostw Afryki (bieg na 10 000 metrów Durban 1993)
- brąz w drużynie w biegu długim na Mistrzostwach świata w biegach przełajowych (Stellenbosch 1996)
- srebrny medal Igrzysk afrykańskich (bieg na 5000 m Johannesburg 1999)
- 4. miejsce w igrzyskach olimpijskich (Bieg na 5000 m Sydney 2000)
- srebro w drużynie w biegu długim na Mistrzostwach świata w biegach przełajowych (Dublin 2002)

## Rekordy życiowe
- Bieg na 1500 metrów - 3:35.35 (1999)
- Bieg na 3000 metrów - 7:35.32 (1996)
- Bieg na 5000 metrów - 13:05.40 (1993)
- Bieg na 10 000 metrów - 27:14.26 (1992)
- Bieg na 3000 metrów (hala) - 7:49.43 (1997)